# سیدروکاپسا
سیدروکاپسا (به انگلیسی: Siderocapsa) یک سرده از باکتری‌های آهن متعلق به تیرهٔ سیدروکاپساسئا است